# Mads Østberg
Mads Østberg, född 11 oktober 1987 i Moss, Norge, är en norsk professionell rallyförare som tävlar i Rally2, andra divisionen i WRC, för Citroën Total World Rally Team.
Østberg debuterade som kartläsare åt sin far Morten Østberg när han var 13 år och han gjorde 2004 förardebut som 16-åring i tävlingen Midsommardansen i Ljungby, Sverige. Han kom näst sist i klassen i sin debut.

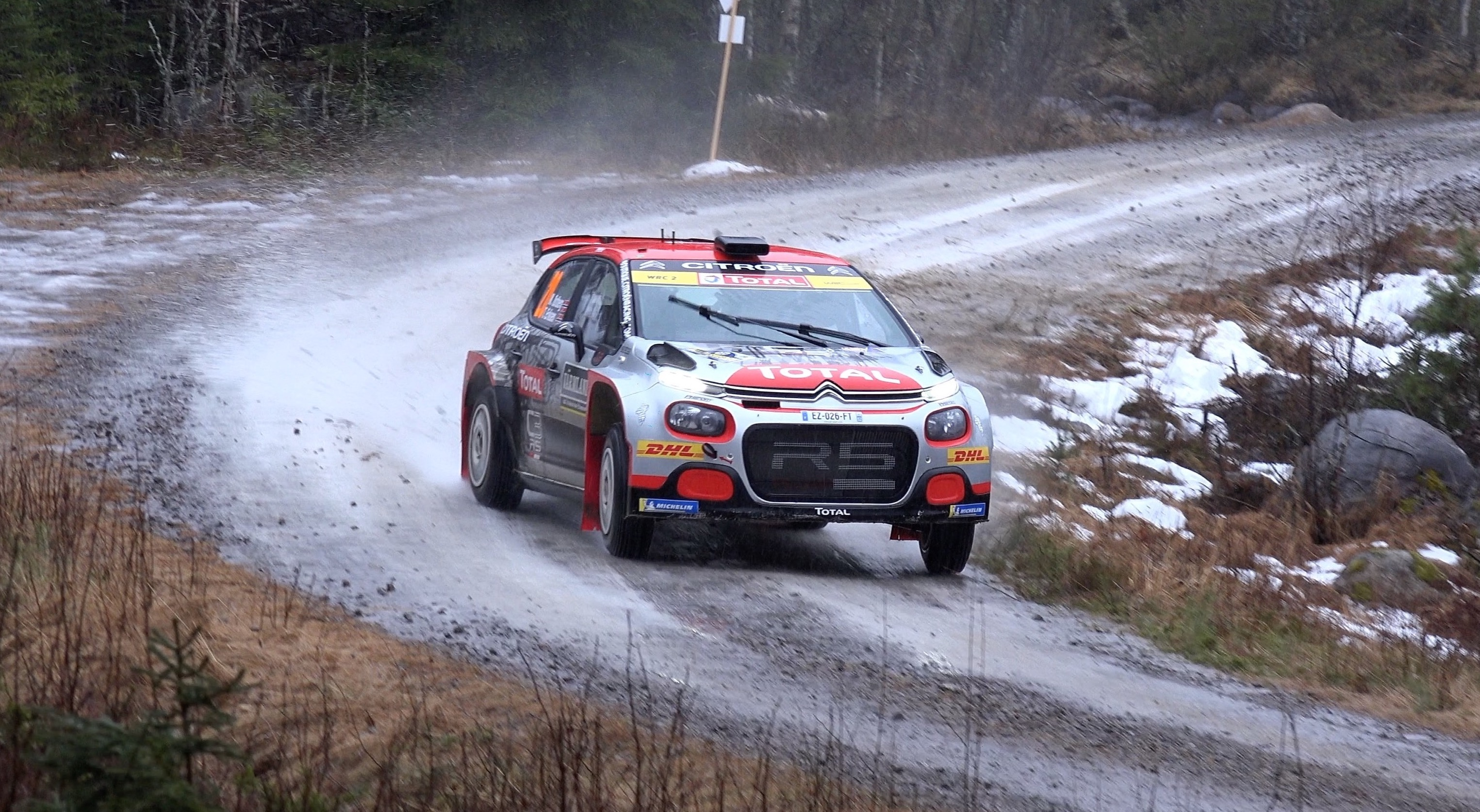
Østberg i Citroën C5 R5 under Rally Sweden 2020.

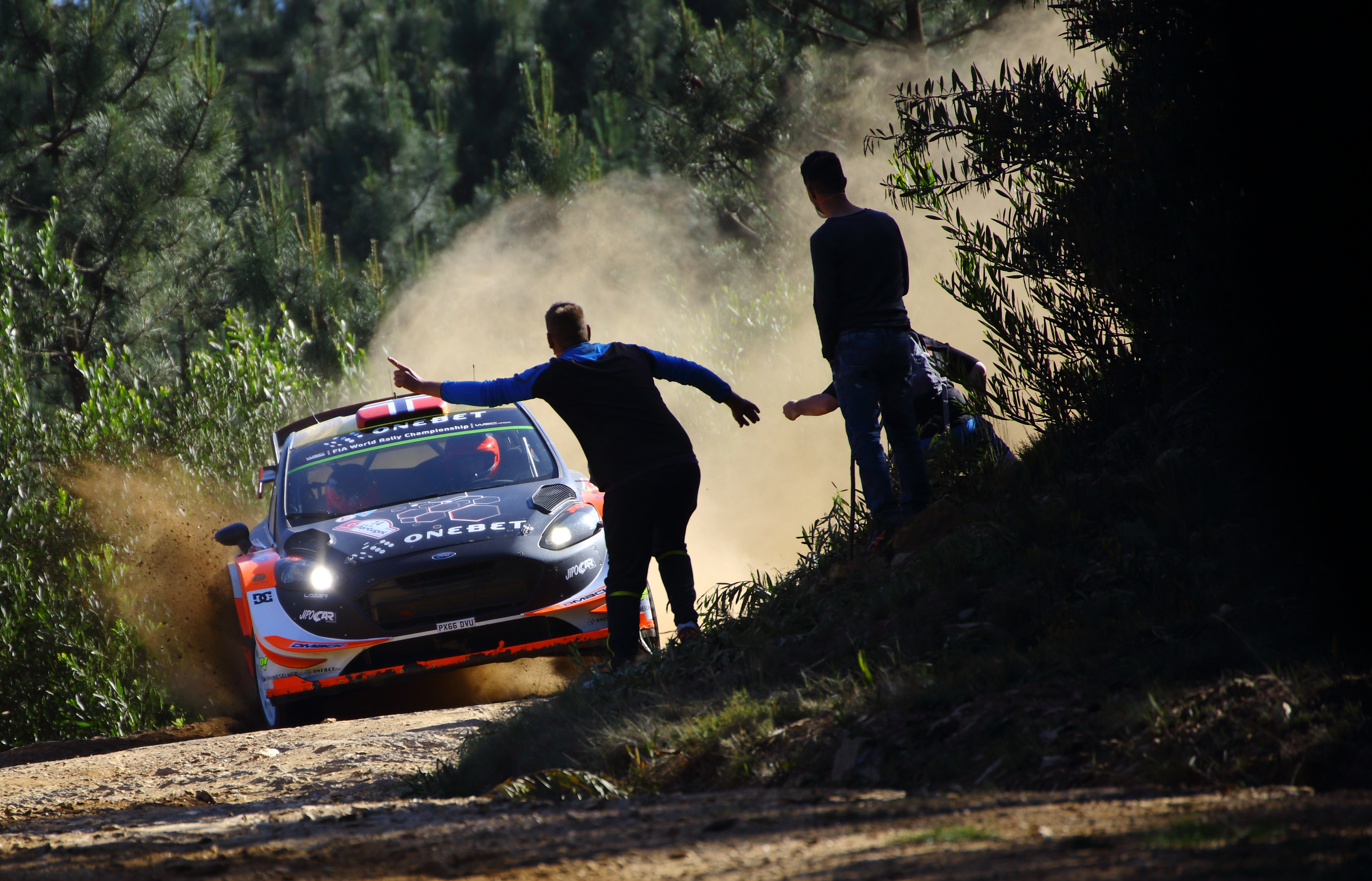
Østberg under Rally Portugal 2017.

2006 debuterade han i WRC under Rally Sweden med en Subaru Impreza WRC i Adaptateamet, ett privatteam grundat för ändamålet av hans far Morten Østberg, som förutom att själv vara rallyförare också är affärsman. I februari 2007 tog Østberg sin första sträckseger i WRC som den dittills yngsta någonsin, 19 år och 3 månader, i Rally Sweden. Rekordet har sedan dess blivit slaget.
Mellan 2006 och 2012 körde Østberg i privat regi genom Adapta, de första fem åren i Subaru och 2011-2012 i Ford, innan han fick en plats i Fords fabriksteam 2013, där han stannade i en säsong. 2014 och 2015 körde han för Citroëns fabriksteam innan han till 2016 års säsong återigen gick till Ford som nu dock drivs utan Fords officiella inblandning, men av samma team (M-Sport) som drev fabriksteamet tidigare. 2017 kommer han återigen köra i privat regi genom sitt familjeteam Adapta, också denna gång i en Ford Fiesta. 
Han är även fyrfaldig norsk mästare: 2007, 2008, 2009 och 2011.

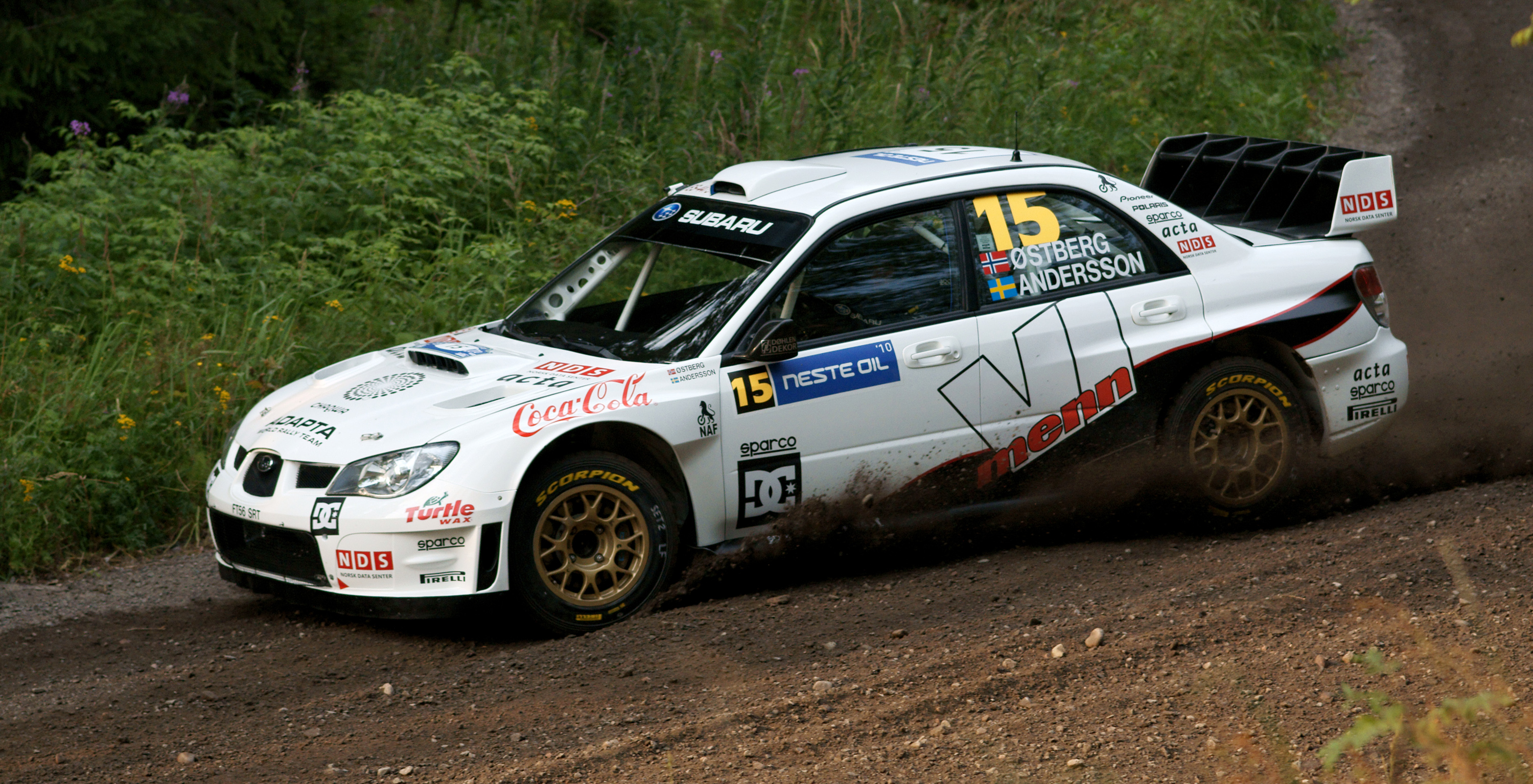
Mads Østberg i sitt privatteam Adapta, Finland 2010.

## Vinster iWRC[4]
| Säsong | Tävling                    | Co-driver       | Bil             |
| ------ | -------------------------- | --------------- | --------------- |
| 2012   | Vodafone Rally de Portugal | Jonas Andersson | Ford Fiesta WRC |